# Pernille Skipper
Pernille Skipper (Aalborg, Dinamarca, 10 de julio de 1984) es una política danesa. Es miembro del Folketing y fue portavoz política de la Alianza Roji-Verde de 2016 a 2021, sucediendo a Johanne Schmidt-Nielsen. En 2021 fue reemplazada por Mai Villadsen.
Skipper participó activamente en la política estudiantil, siendo presidenta del consejo estudiantil en la escuela secundaria y vicepresidenta del consejo estudiantil de la Universidad de Copenhague. Ha sido miembro de la Alianza Roji-Verde desde 2001 y en 2011 fue elegida para el Folketing. Desde 2013 se le consideraba como la esperada sucesora de Schmidt-Nielsen y en 2016 fue nombrada portavoz política.

## Estudios
Pernille Skipper nació en Aalborg el 10 de julio de 1984. Sus padres son Jørnn Skipper y Henriette von Platen. De 2001 a 2003 realizó su educación secundaria en Aalborghus Gymnasium. Durante este período, estuvo involucrada en la política estudiantil, siendo presidenta del consejo estudiantil de su escuela, presidenta del capítulo regional de Danske Gymnasieelevers Sammenslutning, la asociación danesa de estudiantes de gimnasia y miembro de su junta nacional.
Obtuvo una maestría en Derecho en 2011 de la Universidad de Copenhague. Durante sus estudios, fue vicepresidenta del consejo de estudiantes de la Universidad de Copenhague de 2006 a 2007 y vicepresidenta del consejo estratégico educativo de la universidad de 2006 a 2008. De 2009 a 2011 tuvo un trabajo para estudiante en el Tribunal del Condado de Hillerød.

## Carrera política
Cuando tenía 15 años, Skipper fue brevemente miembro de la juventud de Venstre (en danés: Venstres Ungdom). Fue miembro del Frente de la Juventud Socialista y fue parte de su dirección de 2004 a 2005. En 2001 se unió a la Alianza Roji-Verde. De 2009 a 2014 fue miembro de la junta central de la Alianza Roji-Verde y de su comité ejecutivo.
En las elecciones generales de 2011, Skipper fue elegida miembro del Folketing. Desde 2011 es vicepresidenta del grupo parlamentario del partido. El 10 de diciembre de 2013, en su papel de portavoz de justicia, anunció que la alianza Roji-Verde ya no confiaba en el ministro de Justicia, Morten Bødskov, lo que provocó su dimisión. Antes de esto, Bødskov había admitido que había informado mal al Folketing sobre por qué se canceló una visita a Christiania en 2012. La explicación oficial fue que el director de la policía de Copenhague no pudo participar, pero la verdadera razón fue que el Servicio de Seguridad e Inteligencia de Dinamarca (en danés: Politiets Efterretningstjeneste, PET) advirtió sobre un amenaza a la seguridad de Pia Kjærsgaard.
En 2012 igualó a Johanne Schmidt-Nielsen en una votación interna, y en 2013 la superó. A partir de 2013, fue nombrada en los medios de comunicación como la probable sucesora de Schmidt-Nielsen como portavoz de la Alianza Roji-Verde. En octubre de 2014, Skipper se unió al comité parlamentario que examina las agencias de inteligencia danesas.
Antes de las elecciones de 2015, celebradas el 18 de junio, existía incertidumbre sobre si Schmidt-Nielsen podría presentarse a la reelección debido al "principio de rotación" del partido, dependiendo de cuándo la primera ministra Helle Thorning-Schmidt anunciara las elecciones. Se esperaba que Skipper se convirtiera en portavoz si Schmidt-Nielsen no se le permitía postularse, pero como la elección se anunció antes del congreso de la Alianza Roji-Verde, Schmidt-Nielsen se presentó a la reelección. En octubre de 2015, Skipper fue elegida nueva candidata principal en el distrito electoral de Copenhague en lugar de Schmidt-Nielsen, y en mayo de 2016 fue nombrada portavoz política de la Alianza Roji-Verde. Tras su nombramiento, puso fin a su afiliación al Partido Socialista de los Trabajadores, un partido trotskista que forma parte de la Alianza Rojo-Verde.

## Vida personal
Skipper vive en Vesterbro. Desde 2013 tiene una relación con Oliver Routhe Skov, quien trabaja como periodista en DR. Se casaron en 2015 Tienen una hija, que nació el 25 de octubre de 2017